# Dizzy Gillespie
John Birks "Dizzy" Gillespie (21. oktober 1917 i Cheraw, South Carolina – 6. januar 1993 i Englewood, New Jersey) var en af de allerstørste jazztrompetister og sammen med Charlie Parker en af bebopmusikkens største stjerner. Udover trompetist var han også komponist, sanger og orkesterleder.
Hans fremtoning var særdeles markant. Trompeten med en kæk bøjning så klangstykket vendte skråt opad flankeret af Dizzys basunkinder gjorde ham let genkendelig.
Gillespie var også en af grundlæggerne af latin jazz. Han glimrede bl.a. ved at skrive sin musikalske nyskabelser ned og dele dem gavmildt ud blandt andre jazzmusikere. Derved bidrog han især til at at gøre bebop til den moderne jazz' fundament.

## Dizzy Gillespie i Danmark
Dizzy Gillespie har spillet flere gange i Danmark:
- 1968: Dizzy Gillespie Big Band  i Tivolis Koncertsal[3]
- 1970 4. November: Dizzy Gillespie med Clarke Boland Big Band
- 1971 9. november: Giants of Jazz i Tivoli. Dizzy Gillespie med Thelonious Monk, Sonny Stitt, Kai Winding, Al McKibbon og Art Blakey[4][5]
- 1975 Januar: Radiohuset
- 1980: Copenhagen Jazz Festival i Tivoli [6]
- 1983: Dizzy Gillespie øver med Ernie Wilkins i Slukefter, Tivoli[7]
- 1983: Dizzy Gillespie med Ernie Wilkins  i Tivoli[8]
- 1988 1. Juli: Tivoli
- 1988 15. November: Copenhagen Jazz Festival i Tivoli[9]
- 1990 Juli: København
- 1990 Juli: Århus